# Henri-Alexandre Deslandres

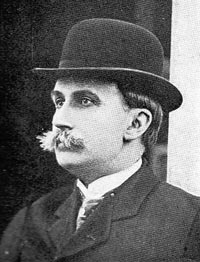
Henri-Alexandre Deslandres

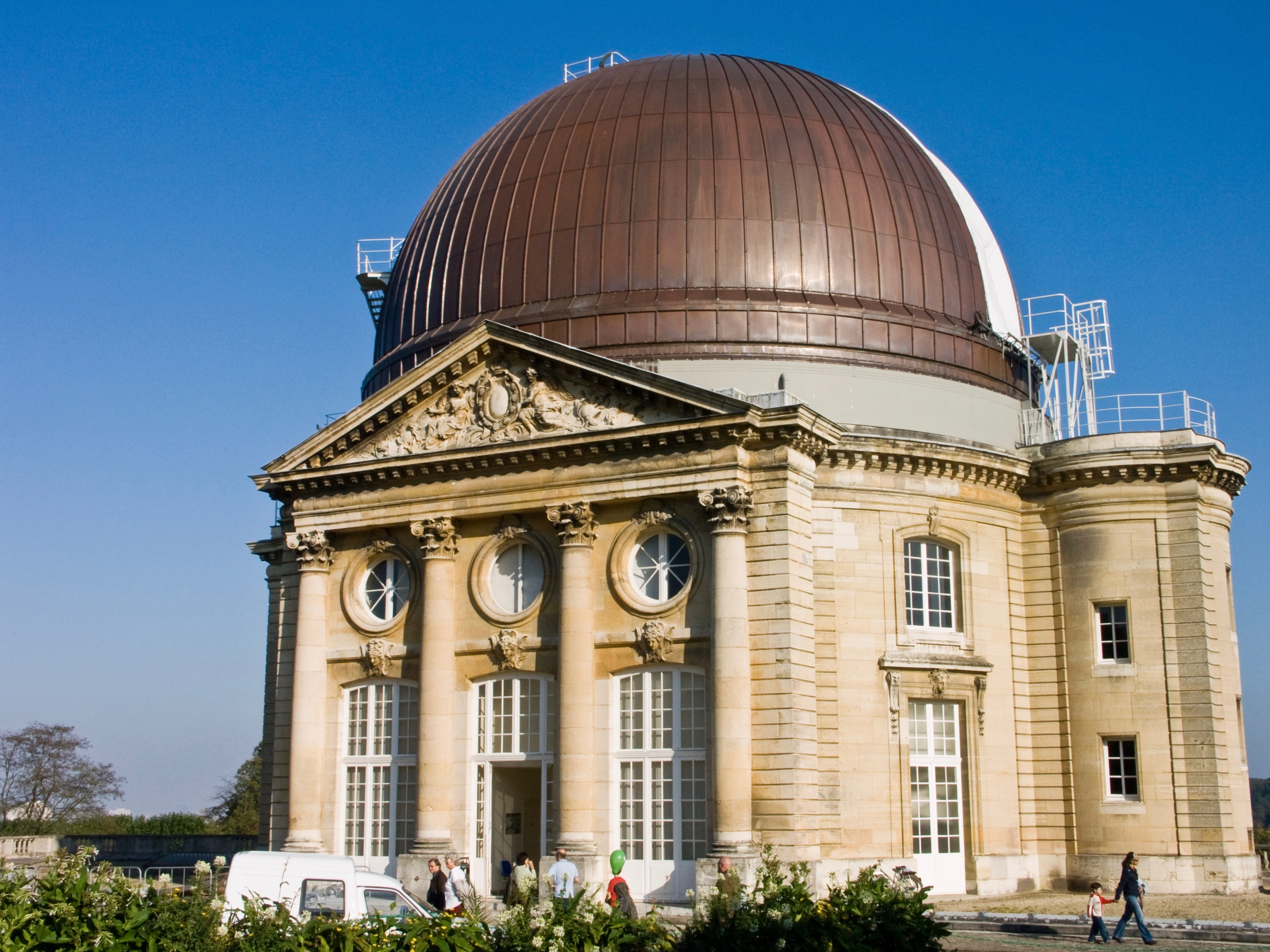
Observatorium von Meudon

Henri-Alexandre Deslandres (* 24. Juli 1853 in Paris; † 15. Januar 1948 ebenda) war ein französischer Astronom und Direktor der Observatorien von Meudon und Paris.

## Leben und Werk
Deslandres kam nach der Ausbildung an der École polytechnique 1874 zur Armee und wurde dort mehr und mehr für die Physik begeistert. 1881 verließ er die Armee, um bei Alfred Cornu an der École polytechnique spektroskopische Untersuchungen durchzuführen. 1888 erhielt er den Doktortitel an der Universität Sorbonne. Seine Ergebnisse über die numerischen Terme in den Spektrallinien (parallel zu Balmer) führten zur Entwicklung der Quantenmechanik Anfang des 20. Jahrhunderts.
1889 wurde Deslandres an das Meudon-Observatorium geholt, um die nicht mehr zeitgemäßen Methoden zu verbessern, die sich auf geometrische und mechanische Aspekte konzentrierten, aber keine physikalischen Untersuchungen anstellten. Hier entwickelte Deslandres (parallel zu George Ellery Hale) 1894 den Spektroheliografen. 1907 wurde er Direktor des Observatoriums von Meudon und stellte ein Programm zu Erweiterung der wissenschaftlichen Kapazitäten auf. Unter seiner Leitung der Pariser Sternwarte fusionierte die Pariser Sternwarte 1926 mit dem Observatorium Meudon.
Anfang des Ersten Weltkrieges – er war bereits in seinen 60ern – meldete er sich zur Armee zurück und ging erst 1918 wieder auf seinen Posten in Meudon.
Deslandres blieb bis zu seinem Tod der Forschung verbunden. Sein Kollege Raymond Michard sagte, dass Deslandres im Innern, in seinem Charakter und seinem Lebensstil mehr als ein Soldat handelte denn als ein Wissenschaftler.
Der Mondkrater Deslandres ist nach ihm benannt. Am 1. Dezember 1902 wurde Deslandres Mitglied der Académie des sciences in Paris. 1913 wurde er in die National Academy of Sciences gewählt.

## Ehrungen
- 1908: Auswärtiges Mitglied der Accademia Nazionale dei Lincei
- 1913: Goldmedaille der Royal Astronomical Society
- 1913: Henry Draper Medal der National Academy of Sciences
- 1914: Korrespondierendes Mitglied der Russischen Akademie der Wissenschaften[2]
- 1919: Assoziiertes Mitglied der Académie royale des Sciences, des Lettres et des Beaux-Arts de Belgique[3]
- 1920: Jules-Janssen-Preis
- 1921: Bruce Medal der Astronomical Society of the Pacific
- 1921: Auswärtiges Mitglied der Royal Society
- 1948: Benennung des Mondkraters Deslandres
- 2007: Benennung des Asteroiden (11763) Deslandres